# Dormelletto

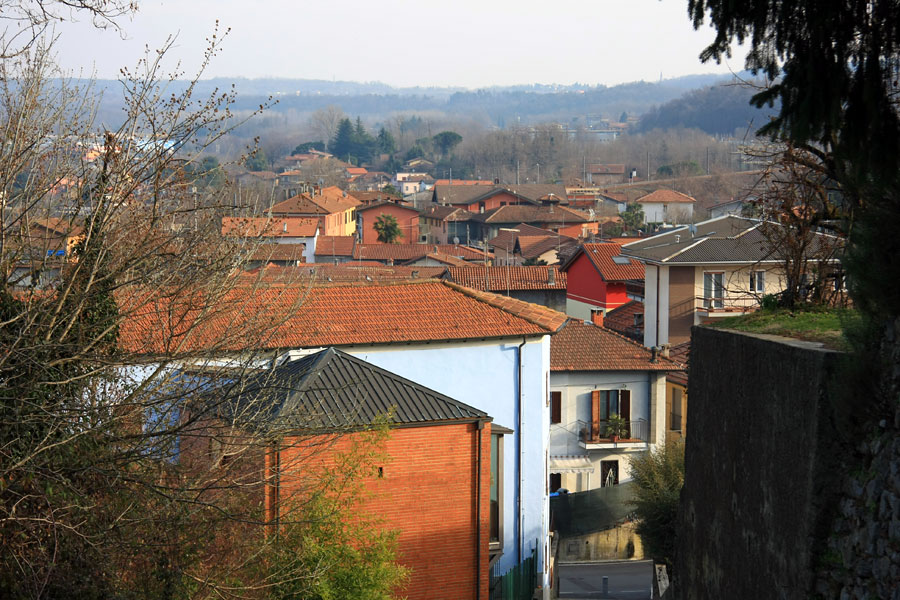

Dormelletto is een gemeente in de Italiaanse provincie Novara (regio Piëmont) en telt 2546 inwoners (31-12-2004). De oppervlakte bedraagt 7,0 km², de bevolkingsdichtheid is 364 inwoners per km².

## Demografie
Dormelletto telt ongeveer 1140 huishoudens. Het aantal inwoners daalde in de periode 1991-2001 met 4,3% volgens cijfers uit de tienjaarlijkse volkstellingen van ISTAT.
| Jaar | Inwoneraantal |
| ---- | ------------- |
| 1991 | 2593          |
| 2001 | 2482          |

## Geografie
De gemeente ligt op ongeveer 236 m boven zeeniveau.
Dormelletto grenst aan de volgende gemeenten: Angera (VA), Arona, Castelletto sopra Ticino, Comignago, Sesto Calende (VA).